# Morgan Super 3
Morgan Super 3 — трёхколёсный родстер, выпускающийся с 2022 года британской компанией Morgan.

## Описание
Morgan Super 3 дебютировал 24 февраля 2022 года в роли преемника 3-Wheeler, снятого с производства в конце 2021 года. В основном, автомобиль продаётся в Европе и США. Сборка модели организована в Малверне, графство Вустершир, Англия.

## Технические характеристики
Super 3 основан на платформе CX-Generation, на которой также базируются Plus Four и Plus Six. В отличие от предшественника, шасси повышает устойчивость и предоставляет дополнительное пространство для пассажиров.
Для пассажиров защитой от ветра служат два небольших ветровых стекла. Все узлы в кабине пыленепроницаемы и защищены от воды по стандартам IP64. Педали и рулевая колонка могут быть отрегулированы в соответствии с требованиями водителя. В кабине имеются полностью цифровые приборы с классическим внешним видом.
Morgan Super 3 приводится в движение трёхцилиндровым атмосферным бензиновым двигателем EcoBoost (Ford Dragon) рабочим объёмом 1432 см3, мощностью 87 кВт (117 л. с.). Снаряжённая масса — 635 кг. Двигатель установлен продольно. Коробка передач — пятиступенчатая механическая, от Mazda MX-5. Привод — задний. От 0 до 60 миль/ч автомобиль разгоняется за 7 секунд. Максимальная скорость — 209 км/ч.

## Комплектации
- Contemporary
- Classic
- Touring

## Галерея

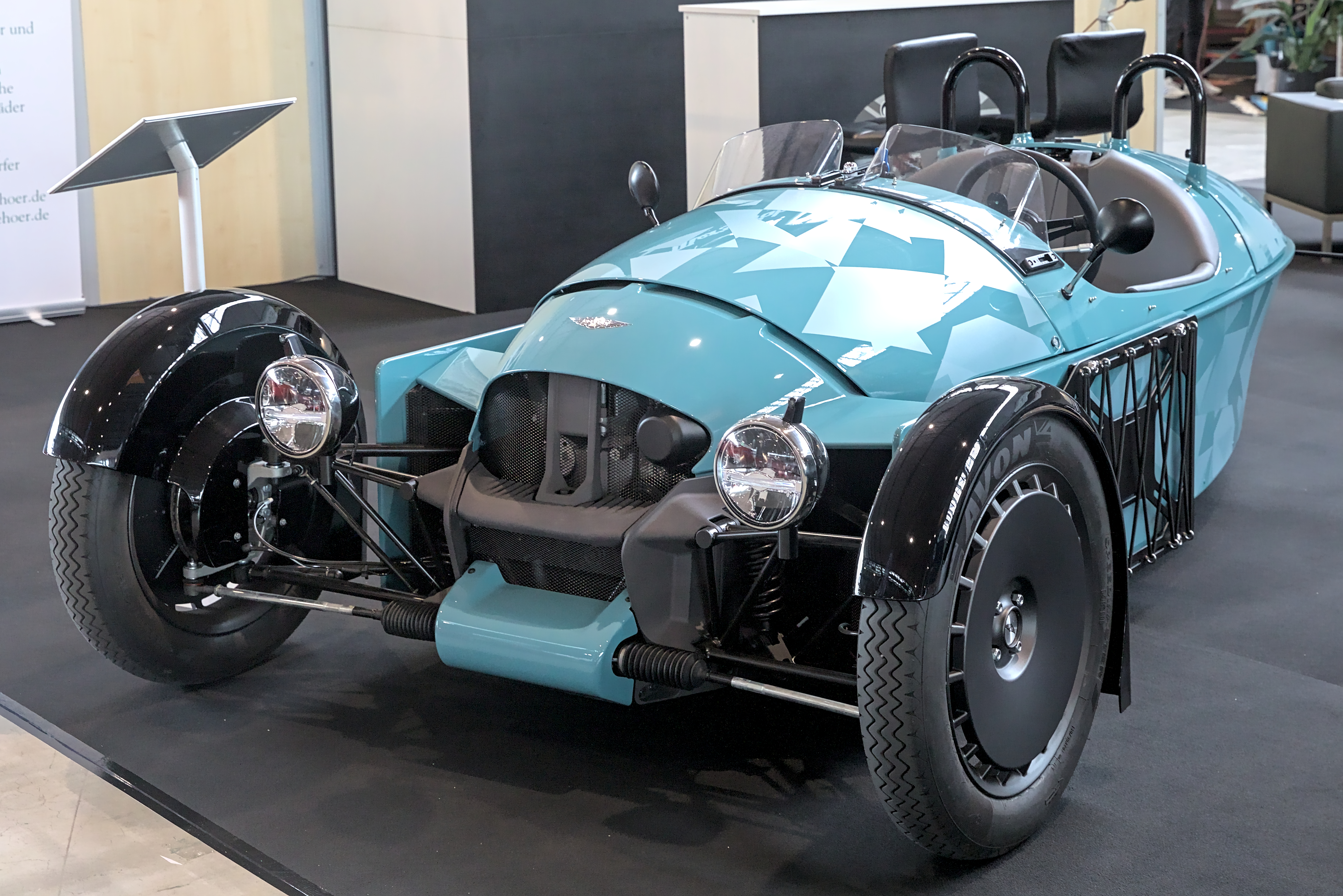
Вид спереди
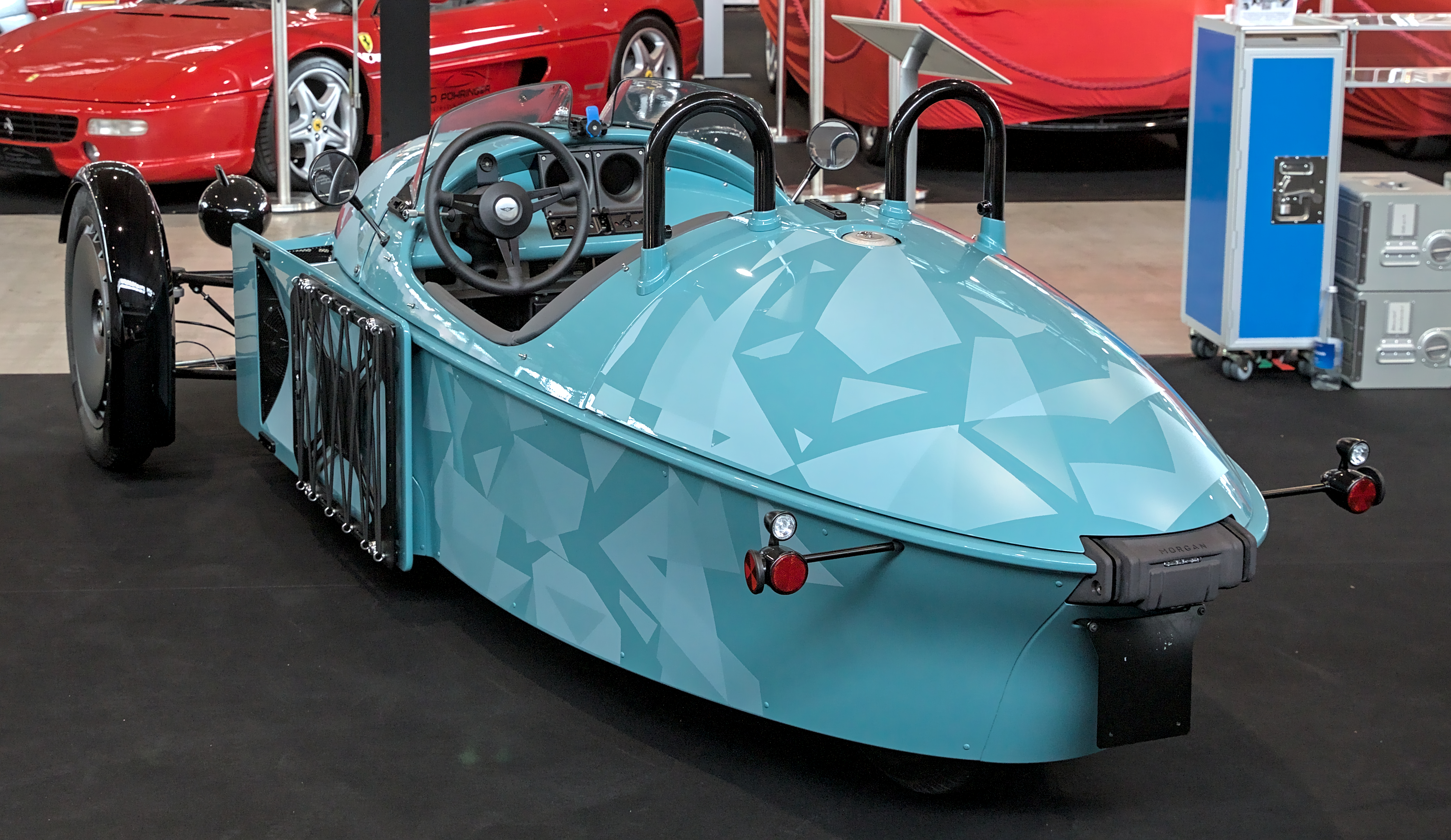
Вид сзади
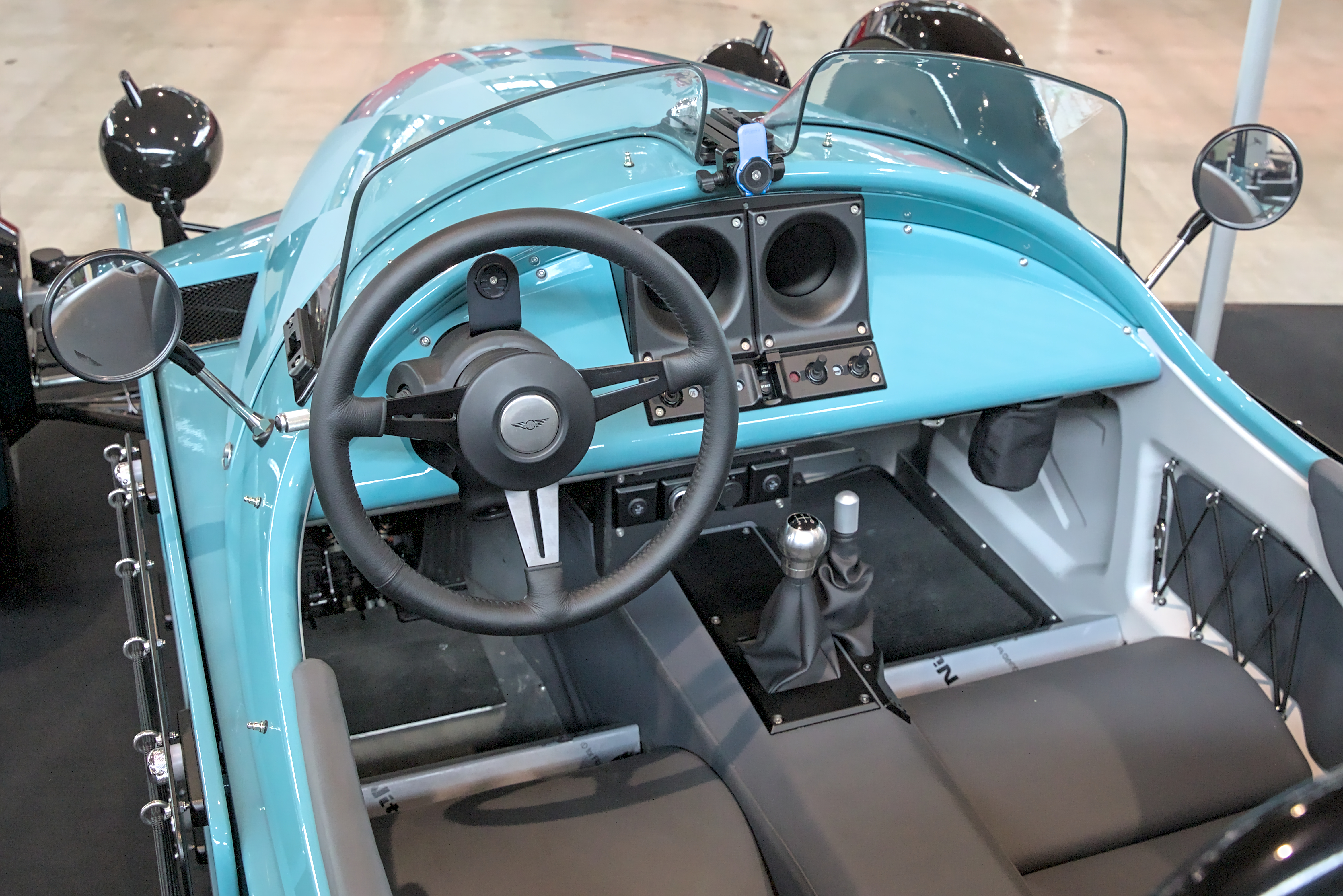
Интерьер